# Llista de municipis d'Olbia-Tempio
Aquesta és la llista dels 26 municipis que formaven la província d'Olbia-Tempio (Sardenya), amb el seu nom oficial en italià i el seu equivalent en gal·lurès i sard.
| Italià                     | Gal·lurès (Sard central)                |
| -------------------------- | --------------------------------------- |
| Aggius                     | Agghju (Azos)                           |
| Aglientu                   | Santu Franciscu d'Aglièntu              |
| Alà dei Sardi              | Alà                                     |
| Arzachena                  | Alzachena (Altzaghena)                  |
| Badesi                     | Badesi                                  |
| Berchidda                  | Bilchidda (Belchidda)                   |
| Bortigiadas                | Bultigghjata (Bortigiadas)              |
| Buddusò                    | Buddusò                                 |
| Budoni                     | Budòni (Budùne)                         |
| Calangianus                | Calagnani (Calanzanus)                  |
| Golfo Aranci               | Figari                                  |
| La Maddalena               | A Madalena (Sa Madalena)                |
| Loiri Porto San Paolo      | Lòiri-Poltu Santu Paulu (Loèri)         |
| Luogosanto                 | Locusantu (Logusantu)                   |
| Luras                      | Lùrisi (Luras)                          |
| Monti                      | Monti (Monte)                           |
| Olbia                      | Tarranoa (Terranoa)                     |
| Oschiri                    | Òscari (Oscheri)                        |
| Padru                      | Patru (Padru)                           |
| Palau                      | Lu Palau                                |
| Sant'Antonio di Gallura    | Sant'Antoni (Santu Antoni'e Calanzanus) |
| Santa Teresa Gallura       | Lungoni (Lungone)                       |
| San Teodoro                | Santu Tiadoru (Santu Deadoru)           |
| Telti                      | Telti (Teltis)                          |
| Tempio Pausania            | Tèmpiu                                  |
| Trinità d'Agultu e Vignola | Trinitai e Vignola (Trinidade)          |